# قائمة أعلام إستونيا
علم إستونيا الوطني هو علم ثلاثي الألوان يحتوي 3 أشرطة أفقية متساوية من ألوان الأزرق (أعلى) و‌الأسود و‌الأبيض. مساحة العلم العادية هي 105 × 165 سم2. باللغة الإستونية يسمى العلم بالعامية "sinimustvalge" (وتعني حرفيًا «أزرق-أسود-أبيض»)، تيمنًا بألوان الأشرطة. أصبح العلم مرتبطًا بالقومية الإستونية وقد اِستُخدِم على أنه علم وطني (riigilipp) عندما أُعلن عن إعلان استقلال إستونيا في 24 فبراير 1918. اِعتُمِد العلم رسميًا في 21 نوفمبر 1918. في 12 ديسمبر 1918 رُفِع العلم أول مرة على أنه الرمز الوطني أعلى برج بيك هرمان في العاصمة تالين.

القائمة التالية هي قائمة الأعلام المستخدمة في إستونيا.

## العلم الوطني وعلم الدولة
| علم | تاريخ                         | استخدام                    | وصف                                        |
| --- | ----------------------------- | -------------------------- | ------------------------------------------ |
|     | 1918–1940 1944 1988/1990–الآن | علم الدولة والراية المدنية | نسب الأبعاد هي 7:11؛ وُحِّدت الألوان في 2014. |

## أعلام حكومية
| علم | تاريخ               | استخدام                   | وصف                                                                  |
| --- | ------------------- | ------------------------- | -------------------------------------------------------------------- |
|     | 1992–الآن 1927–1940 | الراية الرئاسية           | علم وطني ثلاثي الألوان بشعار النبالة الكبير في المركز                |
|     | ؟–الآن              | الراية الرئاسية (البحرية) | علم ثلاثي الألوان على شكل ذيل السنونو بشعار النبالة الكبير في المركز |
|     | ؟–الآن              | وزير الدفاع               | علم وطني ثلاثي الألوان بشعار النبالة الصغير بجانب عرض الراية         |
|     | ؟–الآن              | العلم البريدي             |                                                                      |

## أعلام عسكرية
| علم | تاريخ               | استخدام                             | وصف |
| --- | ------------------- | ----------------------------------- | --- |
|     | 1991–الآن 1926–1940 | راية بحرية                          | علم ثلاثي الألوان على شكل ذيل السنونو بشعار النبالة الصغير في المركز                                     |
|     | 1991–الآن 1926–1940 | علم بحري                            | الأبعاد: 7:11 (صليب القديس أندراوس يساوي جزء واحد، وصليب جرجس يساوي جزئين)                               |
|     | ؟–الآن              | علم الدولة للقوات الجوية الإستونية  | |
|     | 2008–الآن           | علم قوات الدفاع الجوي الإستونية     | |
|     | 2008–الآن           | علم قوات الدفاع الجوي الإستونية     | |
|     | ؟–الآن              | علم القوات البرية الإستونية         | |
|     | ؟–الآن              | علم القوات الجوية الإستونية         | |
|     | ؟–الآن              | علم رابطة الدفاع (الوجه)            | |
|     | ؟–الآن              | علم رابطة الدفاع (الظهر)            | |
|     | ؟–الآن              | رئيس القوات البحرية                 | علم أبيض مثلث عريض بذيل السنونو بعلم "شيفرون" أزرق يظهر من عرض الراية بمرساة صفراء بالقرب من عرض الراية  |
|     | ؟–الآن              | علم اللواء البحري                   | علم مشابه لعلم رئيس أركان القوات المسلحة لكن بدون أي حواف صفراء                                          |
|     | ؟–الآن              | علم الفريق                          | علم مشابه لعلم رئيس أركان القوات المسلحة لكن بحافة صفراء أعلى العلم                                      |
|     | ؟–الآن              | علم اللواء                          | علم مشابه لعلم رئيس أركان القوات المسلحة لكن بحافة صفراء أدنى العلم                                      |
|     | ؟–الآن              | قائد فرقة                           | نفس علم رئيس القوات البحرية، لكن بدون المرساة                                                            |
|     | ؟–الآن              | ضابط كبير عائم (تُستخدم في البحر)    | علم مثلث أبيض بشريط أفقي أزرق يمر من المنتصف                                                             |
|     | ؟–الآن              | علم مثلث رئاسي                      | |
|     | ؟–الآن              | قمة الصاري                          | علم مثلث أبيض مستدق نحو النقطة في الرفرف من حوالي نصف الطول بوجود الألوان الثلاثة الوطنية عند عرض الراية |
|     | ؟–الآن              | العلم الثلاثي لوزير الشئون الداخلية | |
|     | ؟–الآن              | العلم الثلاثي لحرس الحدود           | |
|     | ؟–الآن              | علم شرطة الحدود وحرس الحدود         | |
|     | 1923–الآن           | حرس الحدود                          | |
|     | ؟–الآن              | حرس الحدود                          | حرفا PV ظاهران على العلم الوطني على مثلث أخضر بحدود صفراء                                                |
|     | 2004–الآن           | علم الجمارك                         | |
|     | 1923–2004           | علم الجمارك                         | |

## أعلام المقاطعات
| علم | تاريخ     | استخدام          | وصف |
| --- | --------- | ---------------- | --- |
|     | 1939–الآن | مقاطعة هاريو     |     |
|     | 1996–الآن | مقاطعة هيو       |     |
|     | 1997–الآن | مقاطعة إيدا فيرو |     |
|     | 1996–الآن | مقاطعة يوجيفا    |     |
|     | 1939–الآن | مقاطعة يارفا     |     |
|     | 1939–الآن | مقاطعة لانا      |     |
|     | 1996–الآن | مقاطعة لين-فيرو  |     |
|     | 1996–الآن | مقاطعة بولفا     |     |
|     | 1939–الآن | مقاطعة بارنو     |     |
|     | 1996–الآن | مقاطعة رابلا     |     |
|     | 1939–الآن | مقاطعة سارا      |     |
|     | 1939–الآن | مقاطعة تارتو     |     |
|     | 1939–الآن | مقاطعة فالغا     |     |
|     | 1939–الآن | مقاطعة فيلياندي  |     |
|     | 1939–الآن | مقاطعة فورو      |     |

## أعلام إقليمية وأقليات
| علم | تاريخ     | استخدام             | وصف |
| --- | --------- | ------------------- | --- |
|     | ؟–الآن    | علم فنلنديي إنغيريا |     |
|     | ؟–الآن    | علم السيتو          |     |
|     | 2003–الآن | علم الفوتيين        |     |
|     | ؟–الآن    | علم الفوتيين البديل |     |
|     | 2013–الآن | علم الفورو          |     |
|     | ؟–الآن    | علم الفورو البديل   |     |
|     | 1939–1940 | مقاطعة بتسيري       |     |

## أعلام تاريخية

### الدنمارك(1219–1346 و1559–1645)
| علم | تاريخ               | استخدام      | وصف |
| --- | ------------------- | ------------ | --- |
|     | 1219–1346 1559–1645 | علم الدنمارك |     |

### ليفونيا(1237–1561)
| علم | تاريخ     | استخدام                 | وصف |
| --- | --------- | ----------------------- | --- |
|     | 1237–1561 | علم دولة فرسان التيوتون |     |

### السويد(1561–1721)
| علم | تاريخ             | استخدام    | وصف |
| --- | ----------------- | ---------- | --- |
|     | 1561-ح. 1650      | علم السويد |     |
|     | ح. 1650-1710/1721 | علم السويد |     |

### ليتوانيا(1561–1569)
| علم | تاريخ     | استخدام                   | وصف |
| --- | --------- | ------------------------- | --- |
|     | 1561–1569 | الراية الملكية الليتوانية |     |

### الكومنولث البولندي الليتواني(1569–1629)
| علم | تاريخ     | استخدام                          | وصف |
| --- | --------- | -------------------------------- | --- |
|     | 1569–1587 | الراية الملكية الليتوانية        |     |
|     | 1569–1587 | الراية الملكية البولندية         |     |
|     | 1587–1668 | علم الكومنولث البولندي الليتواني |     |

### روسيا(1721–1918)
| علم | تاريخ     | استخدام                            | وصف      |
| --- | --------- | ---------------------------------- | -------- |
|     | 1705–1917 | علم روسيا التجاري علم روسيا الوطني |          |
|     | 1858–1896 | علم الدولة لروسيا                  |          |
|     | 1914–1917 | علم روسيا (للاستخدام السري)        |          |
|     | 1703–1858 | الراية الإمبراطورية لروسيا         |          |
|     | 1858–1917 | الراية الإمبراطورية لروسيا         |          |
|     | ؟–1918    | علم دوقية إستونيا                  |          |
|     | ؟–1918    | علم دوقية ليفونيا                  |          |
|     | 1917–1918 | العلم البلشفي                      | علم أحمر |

### ألمانيا (1918، 1941–1944)
| علم | تاريخ     | استخدام                                     | وصف |
| --- | --------- | ------------------------------------------- | --- |
|     | 1918      | علم الإمبراطورية الألمانية و‌أوبر أوست       |     |
|     | 1941–1944 | علم ألمانيا النازية و‌مفوضية الرايخ أوستلاند |     |

### لجنة عمال إستونيا (1918–1919)
| علم | تاريخ     | استخدام               | وصف |
| --- | --------- | --------------------- | --- |
|     | 1918–1919 | علم لجنة عمال إستونيا | علم أحمر به رأس ذهبية. بداخل الرأس، توجد نصوص تعني "لجنة العمال الإستونيين"، يقطعها خط أحمر: باللغة الإستونية: "Eesti Töörahva Kommuun"؛ باللغة الروسية: "Эстляндская трудовая коммуна". |

### الاتحاد السوفيتي (1940–1941، 1944–1991)
| علم | تاريخ               | استخدام                                        | وصف |
| --- | ------------------- | ---------------------------------------------- | --- |
|     | 1940–1941 1944–1955 | علم الاتحاد السوفيتي                           | |
|     | 1955–1980           | علم الاتحاد السوفيتي                           | |
|     | 1980–1990/1991      | علم الاتحاد السوفيتي                           | |
|     | 1940–1941 1944–1953 | علم جمهورية إستونيا الاشتراكية السوفيتية       | علم أحمر به مطرقة ومنجل ذهبيان في أعلى يسار العلم. فوق المطرق والمنجل الأحرف الذهبية الكبيرة اللاتينية "ENSV" (Eesti Nõukogude Sotsialistlik Vabariik - "جمهورية إستونيا الاشتراكية السوفيتية") بخط سان-سيريف. |
|     | 1953–1990           | علم جمهورية إستونيا الاشتراكية السوفيتية الوجه | علم أحمر به مطرقة ومنجل ذهبيان ونجمة محددة ذهبية فوقهما في أعلى يسار العلم. في النصف السفلي من العلم يوجد شريط من الأمواج المائية الزرقاء والبيضاء.                                                            |
|     | 1953–1990           | علم جمهورية إستونيا الاشتراكية السوفيتية الخلف | علم أحمر بشريط من الأمواج الزرقاء والبيضاء في النصف السفلي من العلم. |

## أعلام وطنية وأعلام دولة مقترحة
| علم | تاريخ | استخدام                                | وصف                                                      |
| --- | ----- | -------------------------------------- | -------------------------------------------------------- |
|     |       |                                        | صليب أبيض بحدود سوداء متمركزًا في اليسار على خلفية زرقاء. |
|     |       |                                        | صليب أزرق بحدود سوداء متمركزًا في اليسار على خلفية بيضاء. |
|     |       |                                        |                                                          |
|     | 1918  | علم دوقية البلطيق المتحدة              |                                                          |
|     | 1922  | علم مقترح، العلم السابق لدوقية إستونيا |                                                          |